# Galore

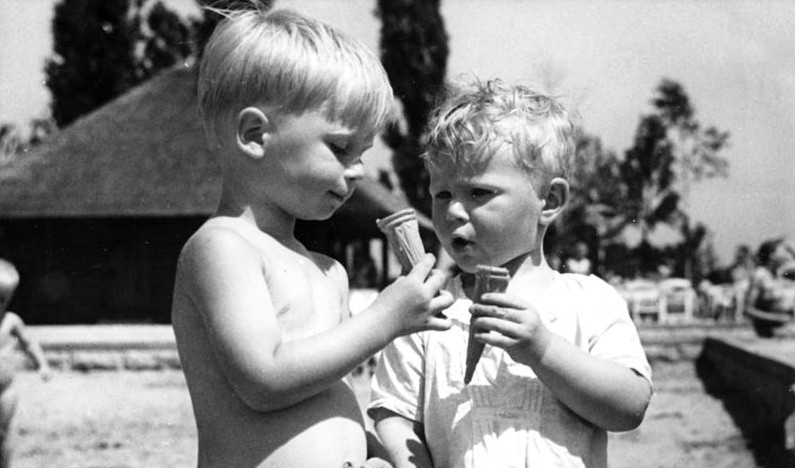
Galore «A tutiplén» fue el segundo álbum recopilatorio de sencillos de The Cure publicado tras once años desde Standing on a Beach: the singles 1978-1986. Foto: niños alemanes comiéndose un helado parecidos al niño que ilustra la portada del álbum. Se jugó gráficamente con las edades en sendos recopilatorios: la niñez frente a la senectud de la anterior portada que ilustraba un anciano marinero en el primer recopilatorio. Son, a su vez, antítesis la una de la otra.

Galore: The Singles 1987-1997 es un álbum recopilatorio de la banda británica de rock alternativo The Cure. Fue lanzado al mercado en 1997.
El álbum recoge los sencillos publicados por el grupo entre 1987 y 1996. Es, por así decirlo, una continuación lógica de Standing on a Beach: the singles 1978-1986, aparecido en 1986 y que recogía los sencillos de los anteriores diez años.
La relación conceptual entre ambos recopilatorios es evidente al contemplar sus portadas. En la primera aparece un anciano en una playa. En la de Galore podemos ver a un niño pequeño comiendo un helado, también en la playa.
El disco recoge canciones de los álbumes Kiss Me, Kiss Me, Kiss Me, Disintegration, Mixed Up, Wish y Wild Mood Swings más un tema inédito titulado «Wrong Number» grabado en 1997.

## Premios

### Posiciones y certificaciones
| Año  | Lista | Posición | Certificación |
| ---- | ----- | -------- | ------------- |
| 1997 | UK    | 37       | —             |
| 1997 | USA   | 32       | Disco de Oro  |
| 1997 | AUS   | 27       | Disco de Oro  |
| 1997 | ALE   | 51       | —             |
| 1997 | NZ    | 31       | —             |
| 1997 | SUE   | 54       | —             |

## Listado de canciones
| Galore |                                  |          |  |
| N.º    | Título                           | Duración |  |
| 1.     | «Why Can't I Be You?»            | 3:14     |  |
| 2.     | «Catch»                          | 2:44     |  |
| 3.     | «Just Like Heaven»               | 3:32     |  |
| 4.     | «Hot Hot Hot!!!»                 | 3:35     |  |
| 5.     | «Lullaby»                        | 4:09     |  |
| 6.     | «Fascination Street»             | 4:20     |  |
| 7.     | «Lovesong»                       | 3:28     |  |
| 8.     | «Pictures of You»                | 4:48     |  |
| 9.     | «Never Enough»                   | 4:28     |  |
| 10.    | «Close to Me (Closet Remix)»     | 4:21     |  |
| 11.    | «High»                           | 3:31     |  |
| 12.    | «Friday I'm in Love»             | 3:36     |  |
| 13.    | «A Letter to Elise»              | 4:20     |  |
| 14.    | «The 13th (Swing Radio Mix)»     | 4:17     |  |
| 15.    | «Mint Car (Radio Mix)»           | 3:31     |  |
| 16.    | «Strange Attraction (Álbum Mix)» | 4:21     |  |
| 17.    | «Gone! (Radio Mix)»              | 4:27     |  |
| 18.    | «Wrong Number»                   | 6:01     |  |

## Créditos
| The Cure - Robert Smith - (Líder), guitarrista, vocalista, bajista, teclista (1986—1997) - Lol Tolhurst - Teclista (1986—1989) - Simon Gallup - Bajista, teclista (1986—1997) - Porl Thompson - Guitarrista, teclista, saxofonista (1986—1993) - Perry Bamonte - Guitarrista, teclista (1990—1997) - Boris Williams - Baterista (1986—1993) - Jason Cooper - Baterista (1996—1997) Músico de sesión - Reeves Gabrels - Guitarrista en «Wrong Number» | Producción - Producción: Dave Allen, Robert Smith, Steve Lyon - Mezclado por: Mark Saunders, Chris Parry, Robert Smith - Publicado por: Fiction Records, Polydor - Sonido original grabado por: Fiction songs Ltd. |